# Emiliano Fusco
Emiliano Adrián Fusco (Caseros, Argentina, 2 de marzo de 1986) es un exfutbolista argentino. Jugaba de lateral izquierdo y su último equipo fue Club Atlético Ferrocarril Midland. 
Su último partido fue el 12 de noviembre de 2018, ante Laferrere. El 16 de enero de 2019 rescindió su contrato de común acuerdo con la dirigencia.
Actualmente es entrenador personal, organizando entrenamientos grupales y personalizados. Su Instagram es "@luce_sport".

## Clubes
| Club                  | País      | Año         | PJ | Goles |
| --------------------- | --------- | ----------- | -- | ----- |
| Boca Juniors          | Argentina | 2004 - 2006 | 1  | 0     |
| Manchego              | España    | 2006 - 2007 | 8  | 0     |
| Mallorca B            | España    | 2007 - 2008 | 0  | 0     |
| Manchego              | España    | 2008 - 2009 | 0  | 0     |
| ASIL Lysi             | Chipre    | 2009 - 2010 | 0  | 0     |
| Alki Larnaca FC       | Chipre    | 2010 - 2013 | 80 | 1     |
| Bnei Yehuda           | Israel    | 2013 - 2014 | 25 | 0     |
| Ayia Napa FC          | Chipre    | 2014 - 2016 | 38 | 0     |
| Nea Salamis Famagusta | Chipre    | 2016 - 2017 | 22 | 0     |
| Midland               | Argentina | 2018 - 2019 | 1  | 0     |